# Raniculture
Élevage de grenouilles

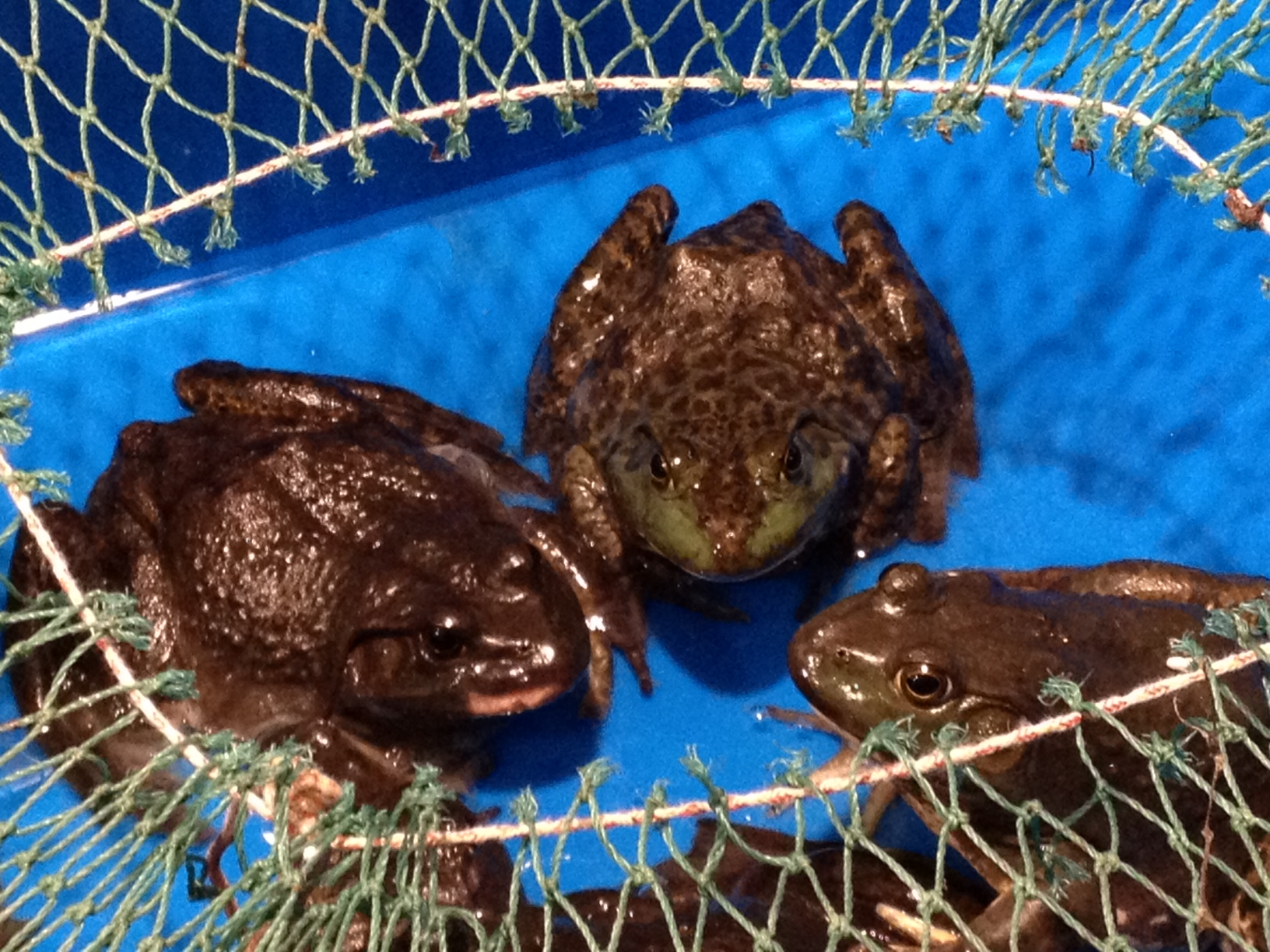
Vente de Grenouilles taureaux dans un supermarché de Shanghai, en Chine.

La raniculture ou élevage de grenouilles est l'ensemble des opérations visant à faire reproduire les grenouilles au profit de l'activité humaine. Une personne qui pratique cet élevage est un raniculteur. Les principales espèces élevées sont la Grenouille verte (Pelophylax kl. esculentus), la Grenouille rieuse (P. ridibundus), la Grenouille taureau (Lithobates catesbeianus) ou encore Hoplobatrachus tigerinus. Ce petit élevage a pour objet principal la production de viande à destination de l'alimentation humaine. Il se pratique surtout en Europe et en Extrême-Orient.

Exemple d'espèces élevées
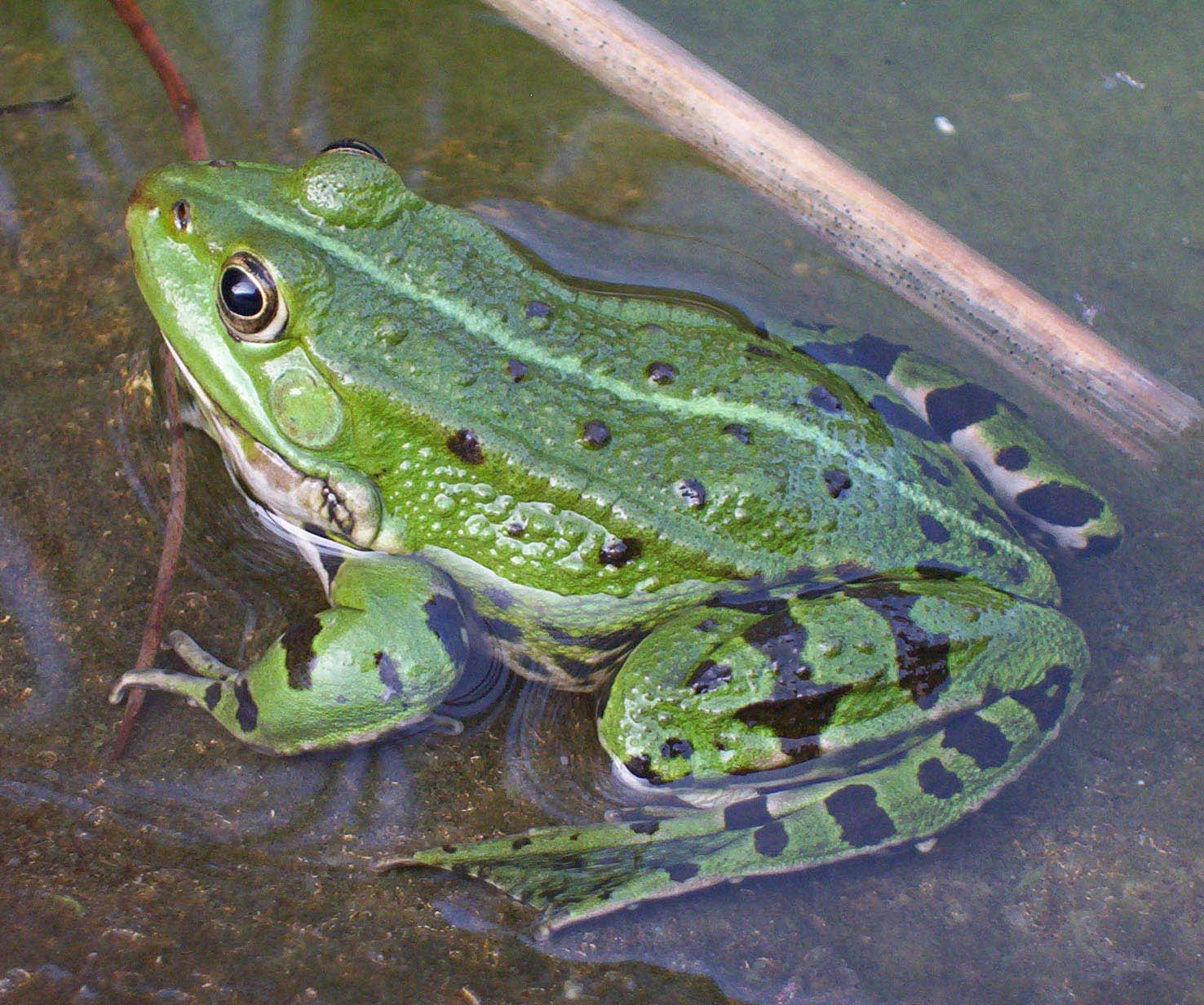
Grenouille verte
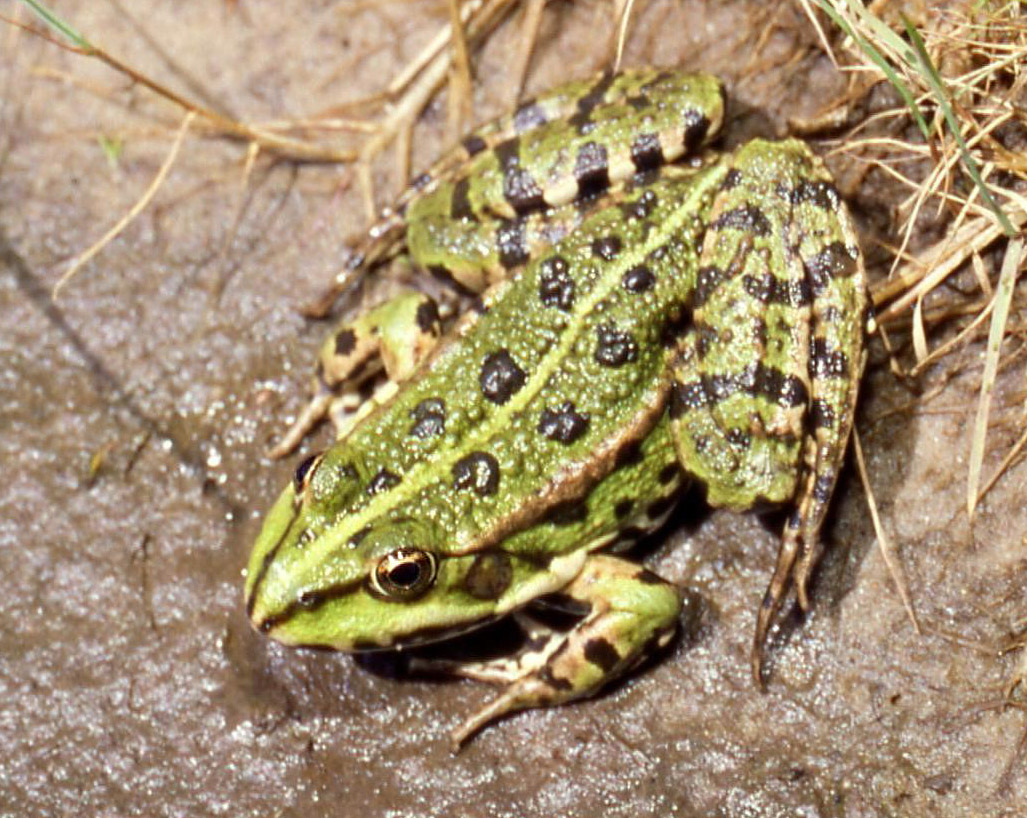
Grenouille rieuse
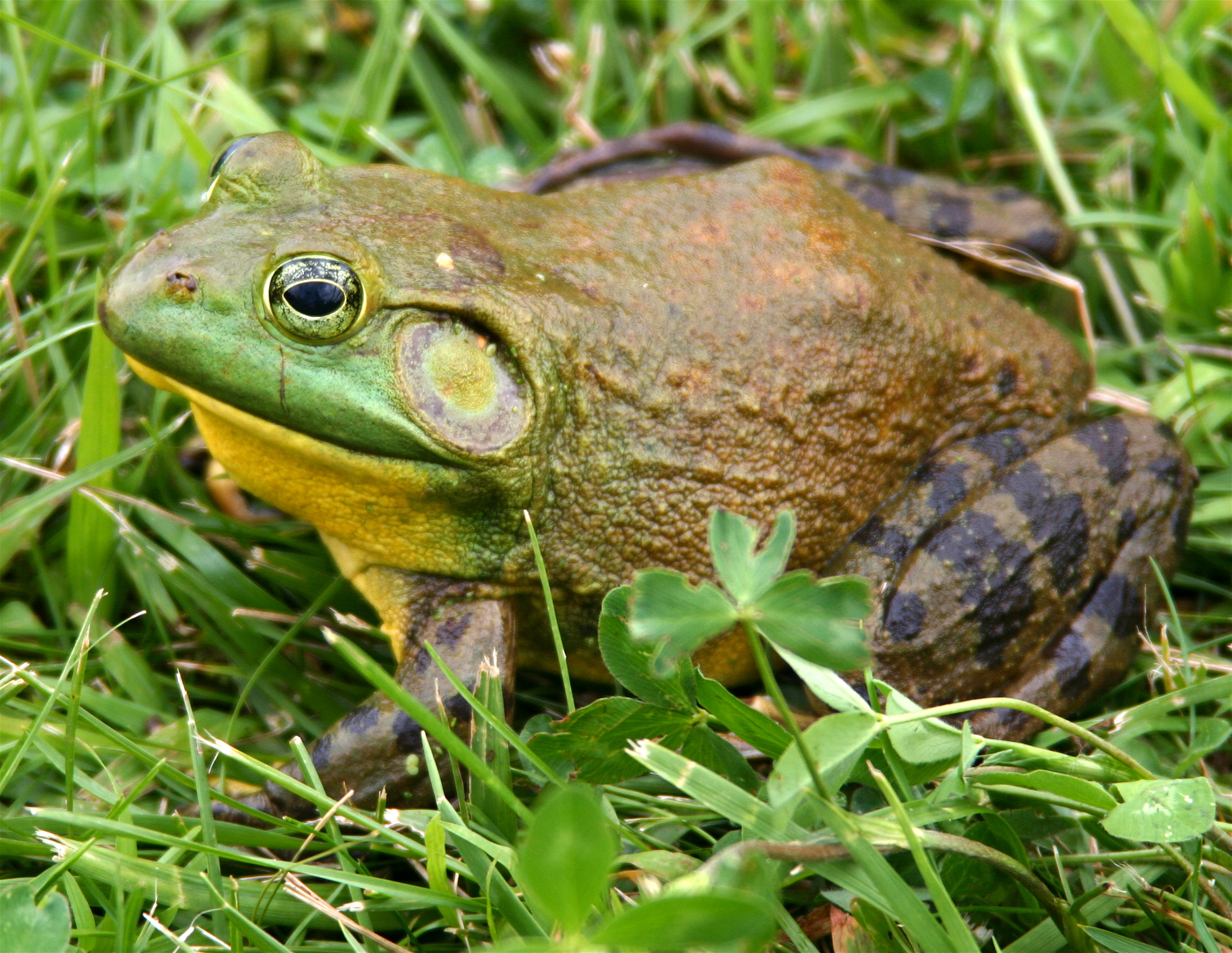
Grenouille taureau
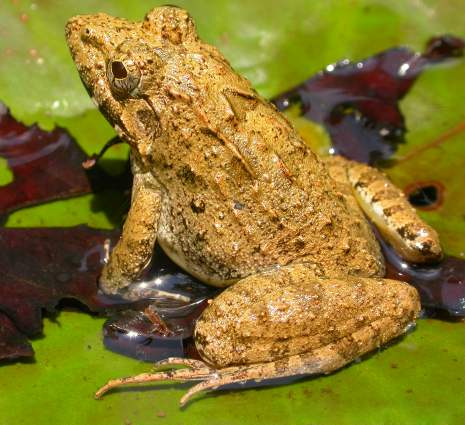
Hoplobatrachus tigerinus